# Neil Simon
Marvin Neil Simon (Bronx, Nova York, 4 de juliol de 1927 - Manhattan, 26 d'agost de 2018) fou un autor teatral i guionista estatunidenc, molt conegut per obres com L'estranya parella. Neil Simon fou un dels autors teatrals i guionistes més populars dels Estats Units. Les seves comèdies lleugeres es van dur a la pantalla en nombroses ocasions i van ser traduïdes a moltes llengües.

## Vida
Simon va néixer en el si d'una família jueva i la seva infància va ser marcada per les dificultats de la Gran Depressió i les dificultats de les relacions entre els seus pares, cosa que el dugué a refugiar-se sovint en els cinemes. Després de l'escola i de servir en l'exèrcit començà a escriure guions per a ràdio i televisió. El 1961 es va estrenar com a autor a Broadway amb Come Blow your Horn, que es representà més de 600 cops. El seu pas definitiu a la fama fou el 1963 amb l'obra Barefoot in the Park amb Robert Redford com a actor principal. Amb L'estranya parella (1965) es va confirmar la seva fama i rebé un Premi Tony. Fou també autor de musicals, el més conegut dels quals fou Sweet Charity.
En total, va rebre 17 nominacions al premi Tony i en va guanyar tres. Els seus guions foren també nominats als Oscars (1968, 1977, 1978). En una mateixa temporada arribà a tenir quatre obres en escena simultàniament a Broadway. El 1983 esdevingué l'únic autor teatral viu que tenia un teatre anomenat en honor seu, el Neil Simon Theatre.
Pel que fa a la seva vida personal, el 1953 es casà amb Joan Baim amb qui tingué dos fills. I després de la seva mort el 1973, amb l'actriu Marsha Mason i amb Diana Launder (dos cops). Des de 1999 estava casat amb l'actriu Elaine Joyce. El 2004 va haver de sotmetre's a un trasplantament de ronyó.

## Obres

### Obres de teatre
- Come Blow Your Horn (1961)
- Little Me (musical) (1962)
- Barefoot in the Park (1963)
- The Odd Couple (L'estranya parella) (1965)
- Sweet Charity (1966)
- The Star-Spangled Girl (1966)
- Plaza Suite (1968)
- Promises, Promises (musical) (1968)
- Last of the Red Hot Lovers (1969)
- The Gingerbread Lady (1970)
- The Prisoner of Second Avenue (1971)
- The Sunshine Boys (1972)
- The Good Doctor (1973)
- God's Favorite (1974)
- California Suite (1976)
- Chapter Two (1977)
- They're Playing Our Song (1979)
- I Ought to Be in Pictures (1980)
- Fools (1981)
- Brighton Beach Memoirs (1983)
- Biloxi Blues (1985)
- Broadway Bound (1986)
- Rumors (1988)
- Lost in Yonkers (1991)
- Jake's Women (1992)
- The Goodbye Girl (musical) (1993)
- Laughter on the 23rd Floor (1993)
- London Suite (1995)
- Proposals (1997)
- The Dinner Party (2000)
- 45 Seconds from Broadway (2001)
- Rose's Dilemma (2003)

### Guions de pel·lícula
- After the Fox (amb Cesare Zavattini) (1966)
- Barefoot in the Park (1967) (guió, basat en l'obra de teatre homònima)
- The Odd Couple (1968) (guió, basat en l'obra de teatre homònima)
- Sweet Charity (1969) (guió, basat en l'obra de teatre homònima)
- The Out-of-Towners (1970)
- Plaza Suite (1971) (guió, basat en l'obra de teatre homònima)
- Last of the Red Hot Lovers (1972) (guió, basat en l'obra de teatre homònima)
- The Heartbreak Kid (1972)
- The Prisoner of Second Avenue (1975) (guió, basat en l'obra de teatre homònima)
- The Sunshine Boys (1975) (guió, basat en l'obra de teatre homònima)
- Murder by Death (1976)
- La noia de l'adéu (The Goodbye Girl) (1977)
- The Cheap Detective (1978)
- California Suite (1978) (guió, basat en l'obra de teatre homònima)
- Chapter Two (1979) (guió, basat en l'obra de teatre homònima)
- Seems Like Old Times (1980)
- Only When I Laugh (1981) ‡
- I Ought to Be in Pictures (1982) (guió, basat en l'obra de teatre homònima)
- Max Dugan Returns (1983)
- The Lonely Guy (1984) (adaptació; guió de Ed. Weinberger i Stan Daniels)
- The Slugger's Wife (1985)
- Brighton Beach Memoirs (1986)
- Biloxi Blues (1988)
- The Marrying Man (1991)
- Lost in Yonkers (1993)
- The Odd Couple II (1998)

### Televisió
Val col·laborar també en les sèries de televisió següents:
- The Garry Moore Show (1950)
- Your Show of Shows (1950–54)
- Caesar's Hour (1954–57)
- Stanley (1956)
- The Phil Silvers Show (1958–59)
- Kibbee Hates Fitch (1965)

I també va adaptar per a format televisiu algunes de les obres de teatre que s'havien convertit en pel·lícules de cinema.
- The Good Doctor (1978)
- Plaza Suite (1987)
- Broadway Bound (1992)
- The Sunshine Boys (1996)
- Jake's Women (1996)
- London Suite (1996)
- Laughter on the 23rd Floor (2001)
- La noia de l'adéu (The Goodbye Girl) (2004)

## Obra
- Simon, Neil. Rewrites: A Memoir.  Nova York: Simon & Schuster, 1996. ISBN 0-684-82672-0.
- Simon, Neil. The Play Goes On: A Memoir.  Nova York: Simon & Schuster, 1999. ISBN 0-684-84691-8.